# نوبة القرن (يهر)
test

تعديل مصدري - تعديل

نوبة القرن هي إحدى قرى عزلة يهر بمديرية يهر التابعة لمحافظة لحج، بلغ تعداد سكانها 24 نسمة حسب تعداد اليمن لعام 2004.